# CONCACAF League 2021
De CONCACAF League 2021 was de 5e editie van de CONCACAF League, een jaarlijks voetbaltoernooi voor clubs uit Centraal-Amerika en de Caraïben, georganiseerd door de CONCACAF. Het toernooi vond plaats van 3 augustus 2021 tot en met 15 december 2021 . De winnaar en de vijf best geklasseerde teams plaatsten zich voor de CONCACAF Champions League 2022.
Liga Deportiva Alajuelense zijn de titelhouders.

## Voorronde
| Team 1         | Tot.      | Team 2             | 1e wedstr. | 2e wedstr. |
| -------------- | --------- | ------------------ | ---------- | ---------- |
| Comunicaciones | 4–1       | Once Deportivo     | 1-1        | 3-0        |
| Diriangén      | 1–3       | Marathón           | 0-1        | 1-2        |
| Verdes         | 1–6       | Santos de Guápiles | 0-1        | 1-5        |
| Samaritaine    | 0–3 (w/o) | Universitario      | (w/o)      | (w/o)      |
| Santa Lucía    | 5–1       | Metropolitan       | 3-0        | 2-1        |
| Forge FC       | 5–3       | FAS                | 3-1        | 2-2        |

## Laatste 16
| Team 1             | Tot.              | Team 2        | 1e wedstr. | 2e wedstr.        |
| ------------------ | ----------------- | ------------- | ---------- | ----------------- |
| CSD Comunicaciones | 3-1               | Alianza       | 2-1        | 1-0               |
| Santa Lucía        | 2-6               | Saprissa      | 0-2        | 2-4               |
| Guastatoya         | 3-3 (u)           | Alajuelense   | 1-1        | 2-2               |
| Inter Moengotapoe  | gediskwalificeerd | Olimpia       | 0-6        | gediskwalificeerd |
| Forge FC           | 2-0               | Independiente | 0-0        | 2-0               |
| Santos de Guápiles | 3-0               | Plaza Amador  | 1-0        | 2-0               |
| Universitario      | 2-3               | Motagua       | 2-2        | 0-1               |
| Marathón           | 2-2 (5-4 np)      | Real Estelí   | 2-0        | 0-2               |

## Kwartfinale
| Team 1             | Tot.    | Team 2         | 1e wedstr. | 2e wedstr. |
| ------------------ | ------- | -------------- | ---------- | ---------- |
| Saprissa           | 5-5 (u) | Comunicaciones | 4-3        | 1-2        |
| n/a                | -       | Guastatoya     | –          | –          |
| Santos de Guápiles | 3-4     | Forge FC       | 3-1        | 0-3        |
| Club Marathón      | 0-4     | CD Motagua     | 0-2        | 0-2        |

## Halve finale
| Team 1     | Tot.    | Team 2         | 1e wedstr. | 2e wedstr. |
| ---------- | ------- | -------------- | ---------- | ---------- |
| Guastatoya | 1-3     | Comunicaciones | 0-1        | 1-2        |
| Forge FC   | 2-2 (u) | Motagua        | 2-2        | 0-0        |

## Finale
| Team 1  | Tot. | Team 2         | 1e wedstr. | 2e wedstr. |
| ------- | ---- | -------------- | ---------- | ---------- |
| Motagua | 3-6  | Comunicaciones | 1-2        | 2-4        |